# 메림데 문화
메림데 문화(아랍어: مرمدة بني سلامة)는 하이집트의 서부 나일강 삼각주에 존재했던 신석기 시대 문화로, 후기 단계에서는 이집트 선왕조의 파이윰 A 문화와 바다리 문화에 해당한다. 이 문화는 기원전 4800년에서 4300년 사이에 발전한 것으로 추정된다. 메림데는 또한 같은 이름의 고고학 유적지를 지칭하기도 한다.

## 고고학 연구
이 문화는 카이로 북서쪽 45km 떨어진 하이집트 나일강 서부 삼각주에 위치한 주요 정착지인 메림데 베니 살라마를 중심으로 발전했다. 이 유적지는 독일 고고학자 헤르만 융커에 의해 1928년 서부 나일강 삼각주 탐사 중 6,400m2를 발굴하면서 발견되었다.
초기에는 정착지가 약 25헥타르로 간주되었지만, 최근 연구에서는 적어도 40헥타르로 확장되었다.
1970년대에 이집트 유물 기구와 독일 고고학 연구소가 수행한 후기 발굴을 통해 층서학적 연속성이 확립되었다.

## 특징
메림데는 일부 추정에 따르면 거의 천 년 동안 지속된 점유의 연속을 보여준다. 융커는 세 가지 연속성을 확인했지만, 조지프 아이방어와 같은 다른 학자들은 1977년에 현저히 다른 발전 수준을 가진 다섯 가지 연속성이 있다고 밝혔다. 도자기와 같은 유물은 옅은 점유가 특징인 1단계에서는 상당히 원시적이었다. 아이방어는 점유 강도가 증가한 2단계에서 저장 공간이 나타났다고 기록했다.

### 경제

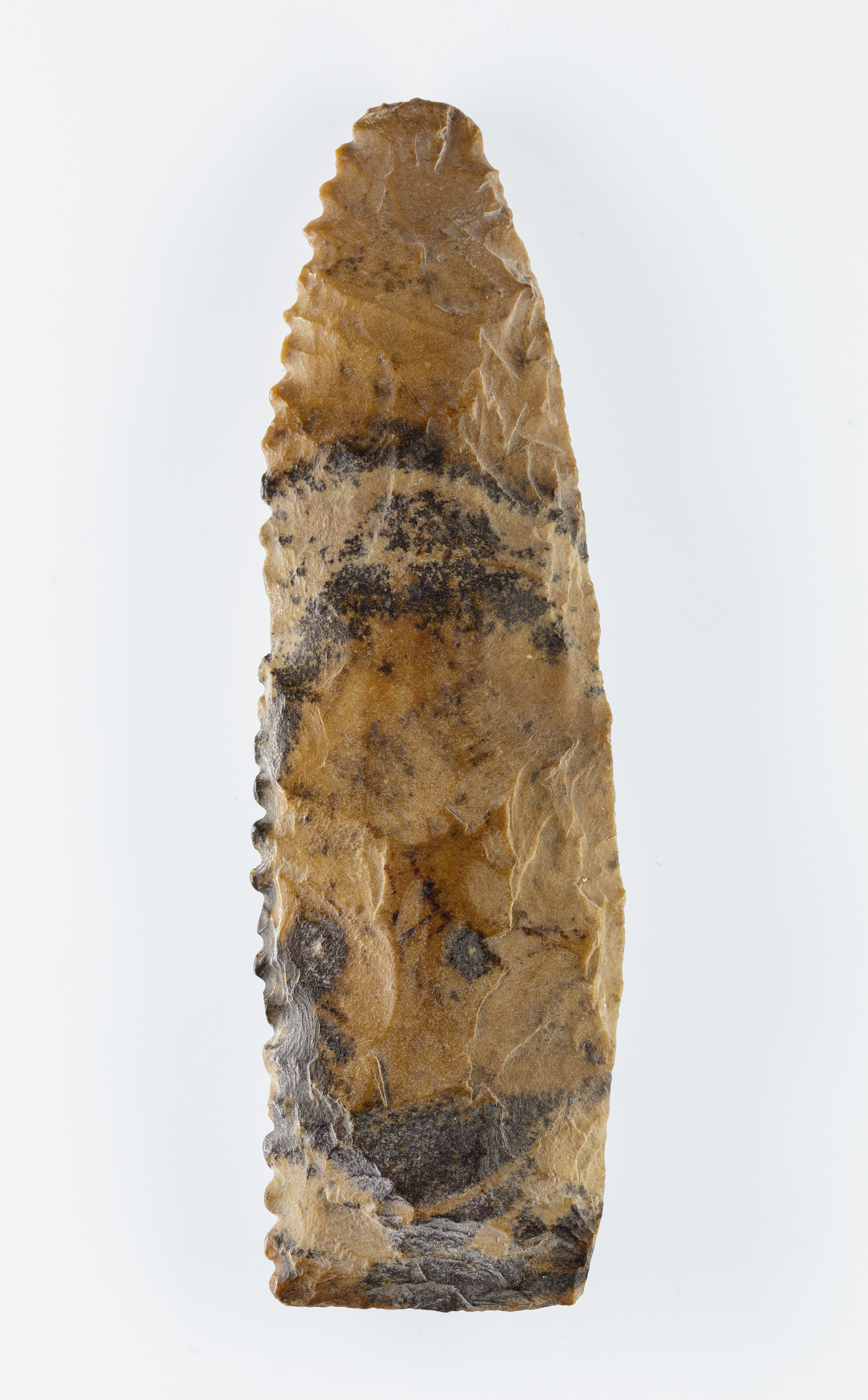
양면 낫날 삽입물, 기원전 4500-4000년, 메림데 베니 살라마. 날카로운 모서리는 곡물 줄기를 자르는 데 사용되었다.

고고학적 증거에 따르면 메림데 경제는 농업이 주를 이루었지만, 어업과 수렵도 어느 정도 행해졌다. 정착지는 엮은 가지와 갈대로 만든 작고 둥글거나 타원형의 오두막으로 이루어져 있었다. 메림데 도자기에는 "물결 무늬"가 없었다.

### 매장
매장은 상이집트의 이집트 선왕조 시대와 후기 이집트 왕조 시대에 실행된 것과는 다른 독특한 특징을 가졌다. 공동묘지를 위한 별도의 공간이 없었으며, 시신은 껴묻거리나 봉헌품 없이 오목한 구덩이에 구부린 자세로 정착지 내에 매장되었다.
마아디 문화 시대에는 이곳이 묘지로 사용되었다.
메림데 매장지 발굴에서는 주로 여성의 수많은 유골이 발견되었다. 화석은 일반적으로 후기 선왕조 이집트 표본보다 더 크고 튼튼하다. 이러한 점에서 메림데 유골은 타시아 문화와 관련된 유골과 가장 유사하다. 게다가 메림데 두개골은 다른 선왕조 두개골처럼 장두형이지만, 타시아 두개골처럼 크고 넓은 두개골이 있다. 바다리와 암라티아 유적지에서 발굴된 두개골은 오히려 더 작고 좁은 경향이 있다.

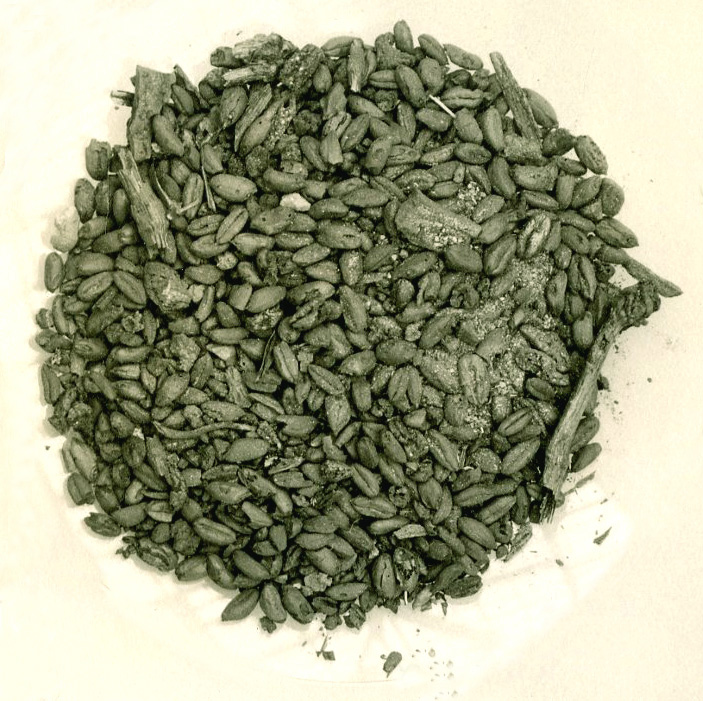
메림데의 곡식 표본, MET
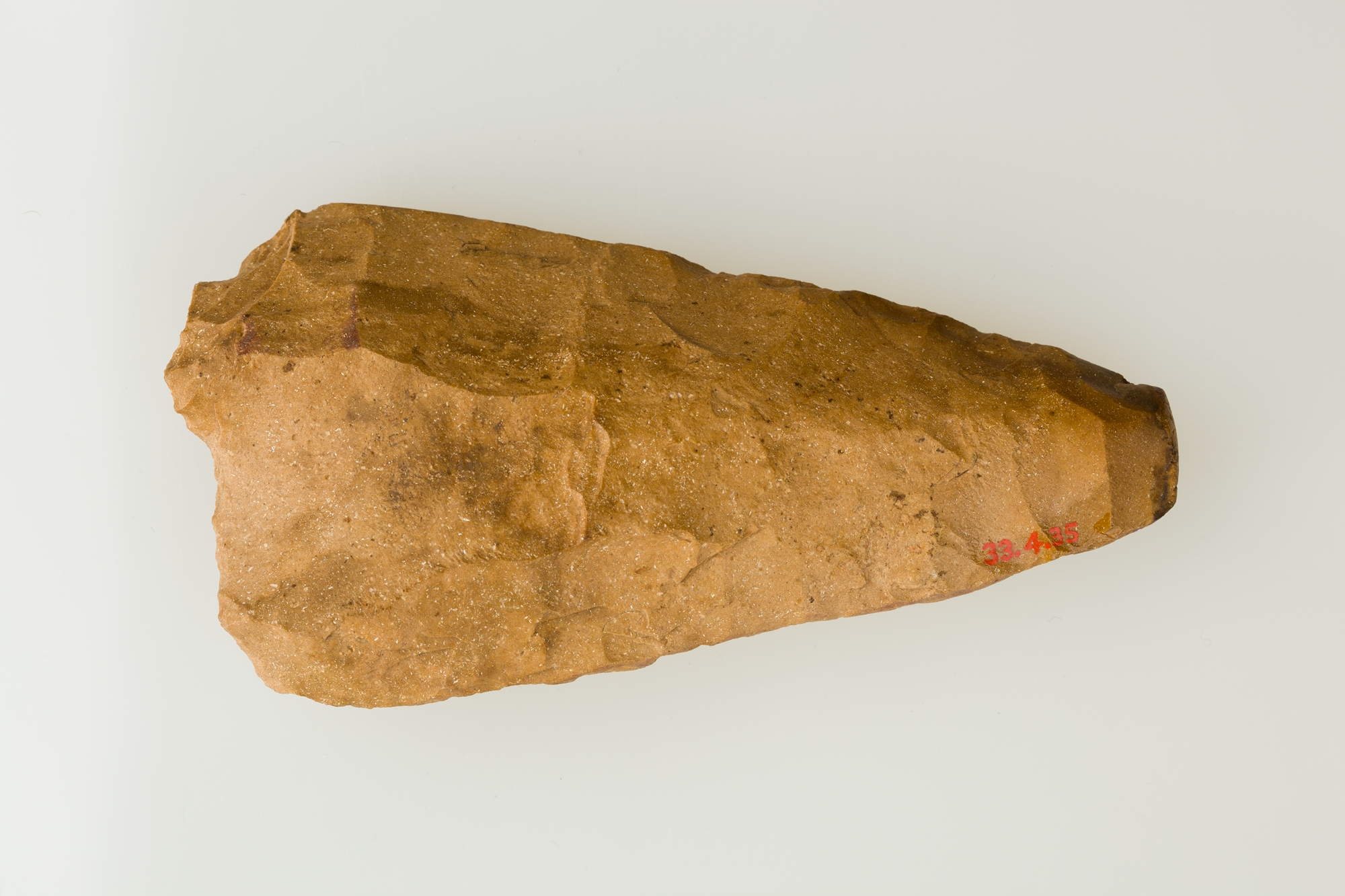
손도끼, 신석기 시대, 부토-메림데-마아디,  기원전 4500-4000년.c. 이집트 서부 삼각주.
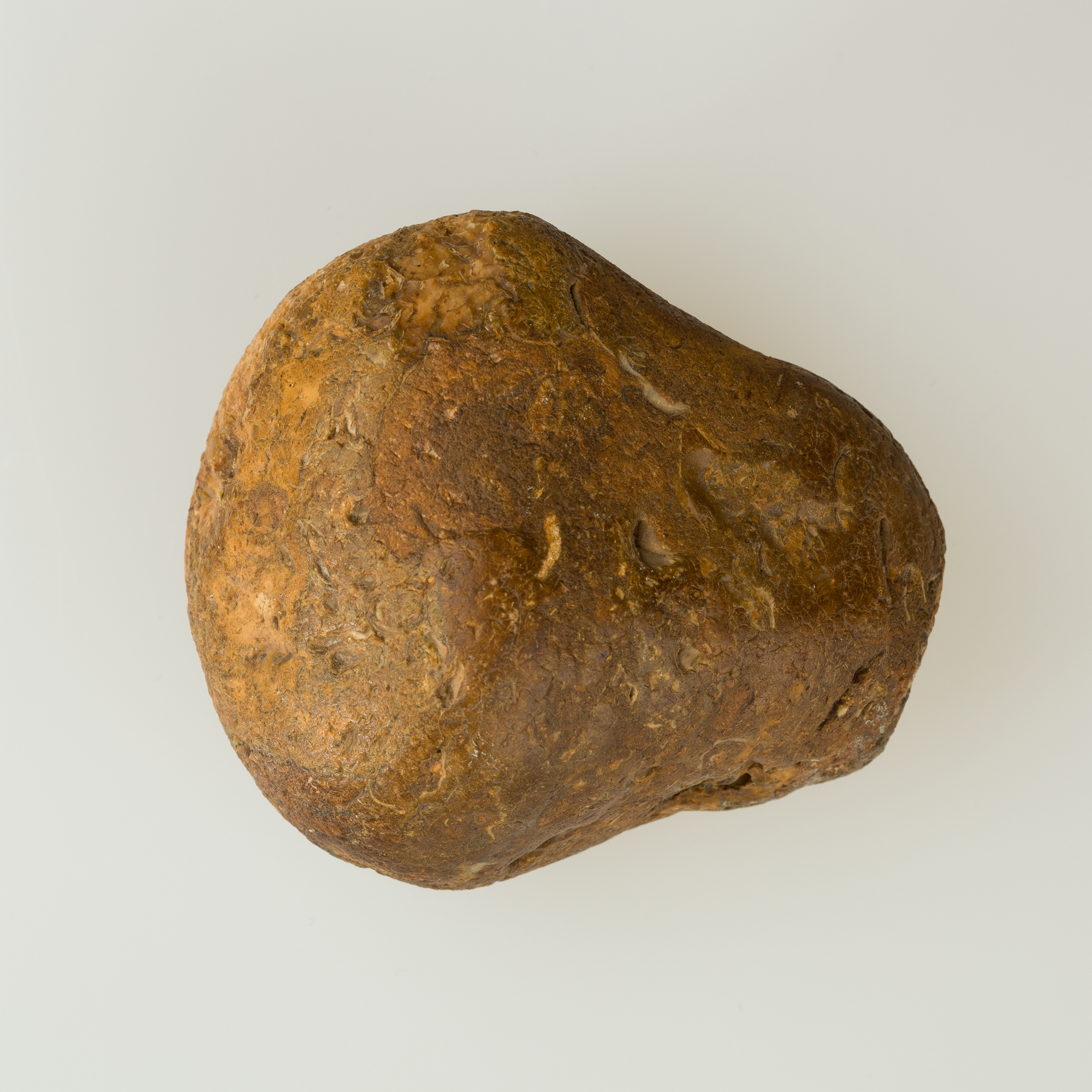
찧는 도구, 신석기 시대, 부토-메림데-마아디, 기원전 약 4500-4000년. 이집트 서부 삼각주.

## 상대 연대기
틀:Near East Neolithic

## 같이 보기
- 이집트의 인구 역사